# 凤城市第一中学
凤城市第一中学简称凤城一中，是位于辽宁省凤城市凤凰城区的一所高中，2003年被辽宁省教育厅评为辽宁省示范性普通高中，2015年被评为省级特色高中。刘澜波是该校校友。

## 学校历史
凤城一中前身是建于1877年的“启凤书院”，当时书院的上课地点位于当地孔庙内的一间屋宇，1910年改称厅立高等小学，1912年改称凤城公学，1938年与县立职业中学合并，改称凤城国民高等学校，1946年改称凤城县联合中学，1958年改称凤城高中，1962年被定为辽宁省重点中学，1969年改称凤城第一中学，1974年，学校将孔庙大殿拆除并建造教学楼。2019年，学校孔子雕像落成并举行了隆重的揭幕仪式。

## 办学特点
学校重视学生创新能力的培养，2015年学校学生获得了全国机器人竞赛冠军。2016年上榜全国首批中小学知识产权教育试点学校。